# Süllye
Süllye (szlovákul: Šuľa) község Szlovákiában, a Besztercebányai kerületben, a Nagykürtösi járásban.

## Fekvése
Nagykürtöstől 26 km-re északkeletre, a Tiszovnyik partján fekszik.

## Története
A települést 1460-ban "Swlye" alakban említik először. 1461-ben "Syle", 1773-ban "Sulka" alakban szerepel a korabeli forrásokban. Somoskő várának uradalmához tartozott, majd a 17. századtól a divényi és kékkői uradalom része. 1828-ban 23 házában 155 lakos élt. Lakói mezőgazdasággal, fuvarozással, gabona kereskedelemmel foglalkoztak.
Vályi András szerint "SÜLLYE. Tót falu Nógrád Várm. földes Urai több Urak, lakosai külömbfélék, fekszik Felső Tiszovnyiknak szomszédságában, mellynek filiája, határja középszerű, mint vagyonnyai."
Fényes Elek szerint "Sülye (Sulyka), tót falu, Nógrád egy völgyében, 10 katholikus, 149 evangel. lak. F. u. gr. Zichy, b. Balassa. Ut. p. Losoncz."
Nógrád vármegye monográfiájában "Süllye. A Tiszovnyik-patak mentén fekvő kisközség, 56 házzal és 226 lakossal, a kik leginkább tótok és evangélikus vallásúak. Postája Nógrádszenna, távírója Gács és vasúti állomása Rárósmulyad. Már 1461-ben Somoskő várának tartozékai közé számítják, a mikor a Guthi Országh és a Lossonczy családok birtokában volt. 1548-ban Balassa Imre és János, 1598-ban Balassa Zsigmond volt a földesura. Az 1715. évi összeírás alkalmával 15 és 1720-ban 14 tót háztartását vették fel. A XVIII. század első felében gróf Zichy Károly, 1770-ben gróf Zichy Ferencz és gróf Balassa Pál voltak az urai és e családok bírták később is, a Kálnokyakkal együtt. Jelenleg a Zichy-féle seniorátusi uradalom a helység legnagyobb birtokosa. A községhez tartozik : Mocsártanya."
A trianoni békeszerződésig Nógrád vármegye Gácsi járásához tartozott.

## Népessége
| Év:            | 1994. | 2004.   | 2014.    | 2024.   |
| -------------- | ----- | ------- | -------- | ------- |
| Emberek száma: | 87    | 89      | 76       | 73      |
| Eltérés:       |       | +2,29 % | -14,60 % | -3,94 % |

| Év:            | 2023. | 2024.   |
| -------------- | ----- | ------- |
| Emberek száma: | 74    | 73      |
| Eltérés:       |       | -1,35 % |

1910-ben 306, túlnyomórészt szlovák lakosa volt.
2001-ben 83 lakosából 80 szlovák volt.
2011-ben 78 lakosából 74 szlovák.

## Itt született
- Komlós Vilmos színész

## Nevezetességei
Fa harangláb a 17. század második feléből.

## Külső hivatkozások
- E-obce.sk Archiválva 2008. december 6-i dátummal a Wayback Machine-ben
- Községinfó
- Süllye Szlovákia térképén